# نبض مثلوم الصاعدة
نبض مثلوم الصاعدة (بالإنجليزية: anacrotic pulse)‏.هو شكل من اشكال النبض التي تتميز بارتفاع بطيء للموجة. احيانا، يمكن تحسس شكل يشبه الكتف قبل بلوغ الموجة ذروتها, مما يشكل ارتفاعا مضاعفا (مزدوجا) عند اللمس. هذه الصورة من النبض نموذجية لحالة التضيق الحاد في الصمام الابهري (Aortic valve). يمكن ملاحظة نبض كهذا بصورة أفضل عند تحسس النبض في الرقبة (نبض الشريان السباتي - Carotid artery).

## الاعراض
وتشمل الأعراض النموذجية في تضيق الأبهر في الاتي ː
-ضغط ضيق النبض، - تضخم البطين الأيسر، وقاسية في وقت متأخر من ذروتها-اوجها decrescendo طرد الانقباضي نفخة سمع أفضل في حق والفضاء وربي الثاني مع الأشعة إلى الشرايين السباتية،  وتأخر بطء ارتفاع-السباتي upstroke (وتجدر الإشارة نبض قصير الارتفاع آخرون tardus). [3] وضعف S2 و / أو S4 أيضا.نبض يظهر موجة صغيرة عند طرفه الصاعد.

## وصلات إضافية
- University of Notre Dame Latin Dictionary and Grammar Aid: Pulsus parvus et tardus

قالب:Cardiovascular system symptoms and signs